# Eva Maria Radoy
Eva-Maria Radoy, auch Eva Maria Radoy,  (* 1953 in Berlin) ist eine deutsche Schauspielerin.

## Leben
Nach ihrem Abschluss an der Hochschule für Schauspielkunst „Ernst Busch“ Berlin spielte sie unter anderem an dem Theater der Altmark Stendal, den Städtischen Bühnen Quedlinburg, dem Märkischen Theater Berlin und TheaterComedia Berlin.
Eva-Maria Radoy ist auch bekannt durch ihre Film- und Fernsehrollen (z. B. Wolffs Revier, Der Verleger, Salami Aleikum oder Unser Charly).